# Cao Sĩ Đạt
Cao Sĩ Đạt (chữ Hán: 高士达, ? – 616), người huyện Điều, quận Tín Đô , thủ lĩnh khởi nghĩa nông dân cuối đời Tùy.

## Cuộc đời và sự nghiệp
Năm Đại Nghiệp thứ 7 (611), Sĩ Đạt lãnh đạo hơn ngàn người nổi dậy ở quận Thanh Hà, lấy Cao Kê bạc  làm căn cứ địa. Không lâu sau tiếp nhận lực lượng của Đậu Kiến Đức, tự xưng Đông Hải công. Những năm sau đó, Sĩ Đạt, Kiến Đức đưa quân cướp bóc khắp vùng Hà Bắc, giết chết rất nhiều quan viên địa phương.
Năm thứ 12 (616), Trạc quận thông thủ Quách Huyến đưa hơn vạn quân đến trấn áp, Sĩ Đạt dùng kế của Kiến Đức, giết được mấy ngàn quan quân, chém đầu Huyến. Tướng Tùy là Dương Nghĩa Thần đánh bại nghĩa quân Trương Kim Xưng, thừa thắng tấn công Cao Kê bạc. Kiến Đức khuyên Sĩ Đạt lánh đi, ông không nghe, đưa quân đón đánh, thắng được một trận nhỏ, bày tiệc ăn mừng. 5 ngày sau, nghĩa quân Sĩ Đạt bị Nghĩa Thần đánh cho đại bại, bản thân bị chém chết giữa trận.